# Stenocephalemys
Stenocephalemys är ett släkte av däggdjur som ingår i familjen råttdjur.

## Taxonomi
Arter enligt Catalogue of Life:
- Stenocephalemys albocaudata
- Stenocephalemys griseicauda

Wilson & Reeder (2005) samt IUCN listar ytterligare två arter i släktet som tidigare ingick i Myomys.
- Stenocephalemys albipes
- Stenocephalemys ruppi

Arterna är nära släkt med 5 andra släkten från Afrika: Praomys, Mastomys, Myomyscus, Heimyscus och Hylomyscus. De sammanfattas av Wilson & Reeder i Stenocephalemys-gruppen inom underfamiljen Murinae.

## Beskrivning
Informationerna om storlek och levnadssätt syftar främst på de två arter som listas av Catalogue of Life. De når en kroppslängd (huvud och bål) av 12 till 20 cm och en svanslängd av 11 till 17 cm. Stenocephalemys albocaudata blir med genomsnittlig 137 g vikt tyngre än Stenocephalemys griseicauda som är cirka 99 g tung. Pälsen har på ovansidan en brunaktig färg som blir ljusare vid kroppssidorna. Ibland finns rosa skugga på sidorna. Buken och fötterna har en grå till vitaktig färg. Skallen är inte lika spetsig som hos vanliga råttor (Rattus).
Alla fyra arter lever i Etiopien. De lever i höglandet som ligger 3000 till 4000 meter över havet. Habitatet utgörs av gräsmarker och öppna skogar eller buskskogar. De uppsöker även jordbruksmark. Individerna är aktiva på natten. De använder ofta stigar och jordhålor som skapades av gräsråttor (Arvicanthis).
IUCN listar Stenocephalemys ruppi med kunskapsbrist (DD) och de andra arterna som livskraftig (LC).